# انگورهای خرس
انگورهای خرس (نام علمی: Arctostaphylos) نام یک سرده از تیره خلنگیان است.